# Holden HZ
Der Holden HZ wurde in den Jahren 1977 bis 1980 von der australischen GM-Division Holden gefertigt. Es gab ihn als
- Modell Kingswood,
- Modell Kingswood SL,
- Modell Premier,
- Modell Statesman,
- Modell GTS 4-door,
- Modell Panel Van und
- Modell Utility.